# Lars Björnsson (präst)
Lars Björnsson (latin: Laurentius Beronis), född omkring 1494 i Sankt Nicolai församling, Stockholm, död omkring 1571 i Arnäs församling, Ångermanland, var en svensk präst, kyrkoherde i Arnäs församling och prost över norra Ångermanland.

## Biografi
Lars Björnsson föddes omkring 1494 i Stockholm som son till Björn Skeppare och Margit Algotsdotter från Köping. Efter studier i Uppsala inskriven vid Rostocks universitet från 10 juli 1516.
Lars Björnsson var från början romersk-katolsk präst och levde i yngre år i celibat. Han var föreståndare för Danvikens hospital. När han kom som präst till Arnäs församling under slutet av 1530-talet hade han dock lagt av celibatet. På allmänna tinget i Bjärtrå socken 1568 avlade han tro- och huldhetsed åt kung Johan III.
Lars Björnsson dog omkring 1570.

## Barn
1. Hans Larsson, bonde i Moon, Arnäs
2. Esaias Larsson, bonde i Ön, Arnäs, död före år 1627
3. Zacharias Laurentii, kyrkoherde i Anundsjö 1624-år 1629, död 1629
4. Mattias Larsson, handelsman i Härnösand under 1620-talet, död omkring år 1625